# 圣索沃尔朗德兰
圣索沃尔朗德兰（法語：Saint-Sauveur-Lendelin，法語發音：[sɛ̃ sovœʁ lɑ̃dlɛ̃]）是法国芒什省的一个旧市镇，属于库唐斯区。2019年，圣索沃尔朗德兰与临近的6个市镇合并为新市镇圣索沃尔维拉日，圣索沃尔朗德兰为新市镇行政中心。

## 地理
圣索沃尔朗德兰（49°7'50"N, 1°24'49"W）面积16.39 平方千米，位于法国诺曼底大区芒什省，该省份为法国西北部沿海省份，西、北、东北三面环大西洋，东起顺时针与卡爾瓦多斯省、奧恩省、马耶讷省和伊勒-维莱讷省接壤。
与圣索沃尔朗德兰接壤的市镇（或旧市镇、城区）包括：沃德里梅尼勒、昂克特维尔、康贝农、蒙屈、蒙蒂雄、拉龙德艾、圣欧班迪佩龙、圣米歇尔-德拉皮埃尔。

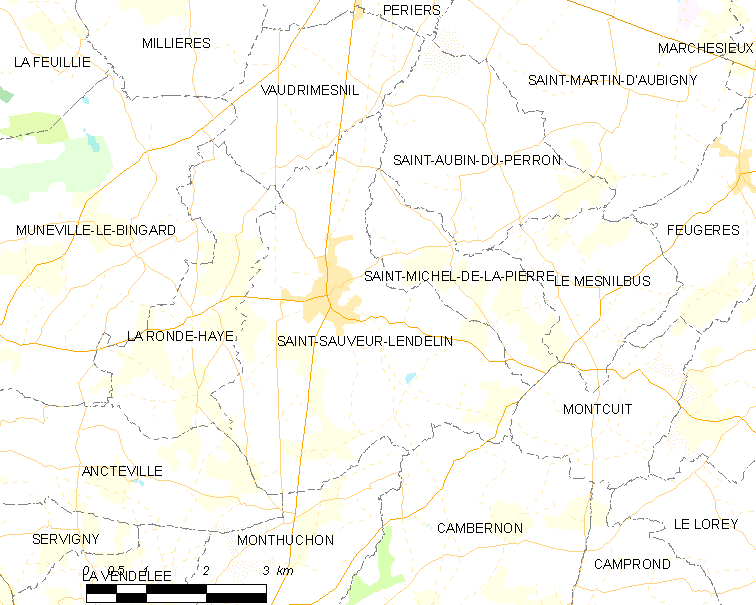
圣索沃尔朗德兰的OSM定位图

圣索沃尔朗德兰的时区为UTC+01:00、UTC+02:00（夏令时）。

## 行政
圣索沃尔朗德兰的邮政编码为50490，INSEE市镇编码为50550。

## 政治
圣索沃尔朗德兰所属的省级选区为阿贡-库坦维尔县。

## 人口

1962-2008年间圣索沃尔朗德兰人口变化图示

圣索沃尔朗德兰于2018年1月1日时的人口数量为1739人。